# Egzekuthor
Egzekuthor – polska grupa muzyczna wykonująca thrash metal. Powstała w 1986 roku w Szczecinie pod nazwą Thor. Rok później zespół przyjął nazwę Egzekuthor. W 1992 roku po wydania dema Hateful Subconsciousness formacja została rozwiązana. W 2002 roku grupa wznowiła działalność w oryginalnym składzie. W 2008 roku członkowie Egzekuthor zawiesili działalność.

## Historia
Jesienią 1986 roku powstała formacja Thor w składzie: Grzegorz "Siwy" Styp-Rekowski, Krzysztof "Iron" Janiuk, Robert "Misiek" Szymański oraz Artur Dymel. Instrumentalny kwartet zadebiutował na Przeglądzie Zespołów Rockowych w szczecińskim Domu Kultury "Słowianin" w 1987 roku gdzie uzyskał 1. miejsce. W maju tego samego roku skład zespołu skład uzupełnił wokalista Jarosław "Morda" Połaski. W następstwie muzycy zmienili również nazwę na Egzekuthor. Dzięki kasecie Demo w 1987 roku grupa wystąpiła na Festiwalu Muzyków Rockowych w Jarocinie, wzbudzając duże zainteresowanie publiczności. W 1988 roku w studiu Akademickiego Radia Pomorze zostało nagrane demo pt. Czas Sumienia. Na wydawnictwo złożyło się osiem utworów.
Z tym materiałem zespół została zakwalifikowany na Festiwal Muzyków Rockowych w Jarocinie, gdzie zdobywają 3. miejsce. Cieszący się coraz większą popularnością Egzekuthor w międzyczasie koncertuje na różnych imprezach metalowych w Polsce m.in. Thrash Camp' 88, Drrrama '88. Na przełomie 1988 i 1989 grupa nagrała dla TV Szczecin 3 utwory ("Egzekutor", "Czas Sumienia", "Śmierci i Władzy Pakt"). Powstał również krótki program o zespole wraz z teledyskiem do utworu "Czas Sumienia". Kolejnym ważnym wydarzeniem w historii zespołu był udział na festiwalu Metalmania '89. Był to ostatni koncert pierwszego składu Egzekuthor, w wyniku nieporozumień grupę opuścili Grzegorz "Siwy" Styp-Rekowski, Jarosław "Morda" Połaski i Krzysztof "Iron" Janiuk.
Wiosną 1990 roku skład zasili nowy gitarzysta Leszek Baran, oraz wokalista Grzegorz Miszuk i basista Marek Żak. W tym składzie została nagrana kaseta demo Hateful Subconsciousness, która w 1992 została wydana nakładem Carnage. Tego samego roku grupa została rozwiązana. Pod koniec 2002 roku członkowie oryginalnego składu postanowili wznowić działalność. W skład reaktywowanego zespołu weszli: Jarosław "Morda" Połaski, Grzegorz "Siwy" Styp-Rekowski, Krzysztof "Iron" Janiuk, Józef "Cygan" Kuśmierek. Po kilkumiesięcznej pracy nad materiałem na który złożyły się zarówno stare, jak i nowe kompozycję, Egzekuthor powrócił na scenę. Pierwszy koncert w nowym składzie odbył się 16 listopada 2003 roku w poznańskim klubie "U Bazyla", gdzie grupa wystąpiła obok Undercroft.

## Dyskografia
- Demo (demo, 1987, wydanie własne)
- Czas Sumienia (demo, 1988, wydanie własne)
- Hateful Subconsciousness (demo, 1990, wydanie własne; 1992, Carnage Records)
- Żuk (demo, 2004, wydanie własne)
- Bądź jak metal (album, 2008, Time Before Time Records)
- Hateful Subconsciousnes (album, 2009, Thrashing Madness)

## Nagrody i wyróżnienia
| Rok  | Kategoria                                 | Nagroda                       | Nota        |
| ---- | ----------------------------------------- | ----------------------------- | ----------- |
| 1989 | Zespół roku                               | Plebiscyt Thrash'em All, 1988 | 5. miejsce  |
| 1989 | Wokalista roku (Jarosław "Morda" Połaski) | Plebiscyt Thrash'em All, 1988 | 7. miejsce  |
| 1989 | Gitarzysta roku (Artur Dymel)             | Plebiscyt Thrash'em All, 1988 | 6. miejsce  |
| 1989 | Basista roku (Krzysztof "Iron" Janiuk)    | Plebiscyt Thrash'em All, 1988 | 10. miejsce |
| 1989 | Perkusista roku (Robert Szymański)        | Plebiscyt Thrash'em All, 1988 | 7. miejsce  |
| 1990 | Zespół roku                               | Plebiscyt Thrash'em All, 1989 | 8. miejsce  |
| 1991 | Zespół roku                               | Plebiscyt Thrash'em All, 1990 | 6. miejsce  |
| 1991 | Perkusista roku (Robert Szymański)        | Plebiscyt Thrash'em All, 1990 | 3. miejsce  |
| 1991 | Wokalista roku (Grzegorz "Wiechu" Miszuk) | Plebiscyt Thrash'em All, 1990 | 3. miejsce  |
| 1991 | Gitarzysta roku (Artur Dymel)             | Plebiscyt Thrash'em All, 1990 | 6. miejsce  |
| 1991 | Album roku (Hateful Subconsciousnes)      | Plebiscyt Thrash'em All, 1990 | 5. miejsce  |